# Варфоломеев, Христофор Иванович
Христофор Иванович Варфоломеев (27 октября 1883, село Корписельки, Салминский уезд, Выборгская губерния — 08 сентября 1938, Комсомольск-на-Амуре) — священник Русской Православной Церкви. Священномученик, память совершается 19 сентября по новому стилю.

## Биография
Родился в семье священника. Окончил Санкт-Петербургское духовное училище (1897), Санкт-Петербургскую духовную семинарию (1903) и юридический факультет Санкт-Петербургского университета с дипломом 1-й степени (1909).
Коллежский секретарь, помощник делопроизводителя (1909), затем младший переводчик (1910) в канцелярии Финляндского генерал-губернатора, переводчик в редакции «Финляндской газеты», титулярный советник (1913), референдарий-секретарь в канцелярии Хозяйственного департамента Финляндского сената (1914), коллежский асессор (1915), одновременно младший юрисконсульт Финляндского сената (1916).
Обвенчан с дочерью священника Александрой Ивановной Аннинской (1910), дети: Вера и Мария.
Жил в городе  Гельсингфорс, затем с семьёй переехал в город Кексгольм Выборгской губернии.
Награжден орденом Святой Анны 3-й степени.
В 1917 году член двух съездов духовенства и мирян Финляндской епархии в Валаамском монастыре, участник ревизии Александро-Невской лавры; член Поместного Собора по избранию как мирянин от Финляндской епархии, член II, III, IV, VI Отделов, участвовал в 1-й сессии, после рождественских каникул не смог вернуться в Москву из-за закрытия границы.
С 1918 года старший псаломщик в соборе Рождества Пресвятой Богородицы в Кексгольме.
С 1919 года делопроизводитель 4-го района Мурманской железной дороги.
С 1921 года иерей на подворье Творожковского Свято-Троицкого женского монастыря в Ленинграде, настоятель храма святителя Петра митрополита Московского. Жил при храме (Роменская улица, дом 12, квартира 1). В 1925 году навещал оставшуюся в Финляндии семью.
С 1930 года служил в соборе преподобного Сергия Радонежского.
С 1932 года протоиерей в Спасо-Преображенском соборе Ленинграда.
В 1934 году арестован, отказался давать показания. Как член финской «контрреволюционной фашистско-церковной организации» по ст. 58-10 и 58-11 приговорён к 5 годам концлагерей. Скончался от сепсиса ягодиц в госпитале Востоклага.
В 2017 году прославлен как священномученик в лике святых новомучеников и исповедников Церкви Русской для общецерковного почитания.